# リモネン-1,2-ジオールデヒドロゲナーゼ
リモネン-1,2-ジオールデヒドロゲナーゼ（limonene-1,2-diol dehydrogenase）は、次の化学反応を触媒する酸化還元酵素である。
メント-8-エン-1,2-ジオール + NAD+ {\displaystyle \rightleftharpoons } 1-ヒドロキシメント-8-エン-2-オン + NADH + H+ …（基本反応）
(1) (1S,2S,4R)-メント-8-エン-1,2-ジオール + NAD+ {\displaystyle \rightleftharpoons } (1S,4R)-1-ヒドロキシメント-8-エン-2-オン + NADH + H+
(2) (1R,2R,4S)-メント-8-エン-1,2-ジオール + NAD+ {\displaystyle \rightleftharpoons } (1R,4S)-1-ヒドロキシメント-8-エン-2-オン + NADH + H+
反応式の通り、この酵素の基質はメント-8-エン-1,2-ジオールとNAD+、生成物は1-ヒドロキシメント-8-エン-2-オンとNADHとH+である。
組織名はmenth-8-ene-1,2-diol:NAD+ oxidoreductaseで、別名にNAD+-dependent limonene-1,2-diol dehydrogenaseがある。